# Jean-Philippe Lauer
Jean-Philippe Lauer (7 de maig de 1902 - 15 de maig de 2001) fou un arquitecte, egiptòleg i arqueòleg francès. Va treballar al jaciment egipci de Saqqara des de 1926 fins a l'any de la seva mort.

## Biografia
Lauer va néixer el 7 de maig de 1902 al XVI Districte de París. De família burgesa d'origen alsacià, va estudiar arquitectura i aparentment res no el predisposava cap a l'activitat d'egiptòleg.
El seu parent, Jacques Hardy, arquitecte establert a Egipte, li aconsellà de presentar-se en aquest país, per la situació que afectà el sector després la Gran Guerra, ja que Pierre Lucien Lacau, cap del servei d'Antiguitats, buscava un jove arquitecte per ajudar Cecil Mallaby Firth a Saqqara. Presentà la seva candidatura i Lacau li proposà un contracte de vuit mesos.
Arribà a Egipte en 1926. Es posà d'acord amb Firth, que el 1928 encara estava en Saqqara. Conegué arguerite Jouguet, el pare de la qual, un eminent hel·lenista, que no tenia cap raó per ser nomenat director de l'Institut français d'archéologie orientale, acabà sent triat, pel seu bon caràcter, per tal de fer cessar els conflictes entre erudits.
Contragué matrimoni l'1 d'octubre de 1929 a 6è districte de París. Firth morí i James Edward Quibell el substituí. En 1936, el contracte de Lauer no es renovà, però finalment s'arreglà.

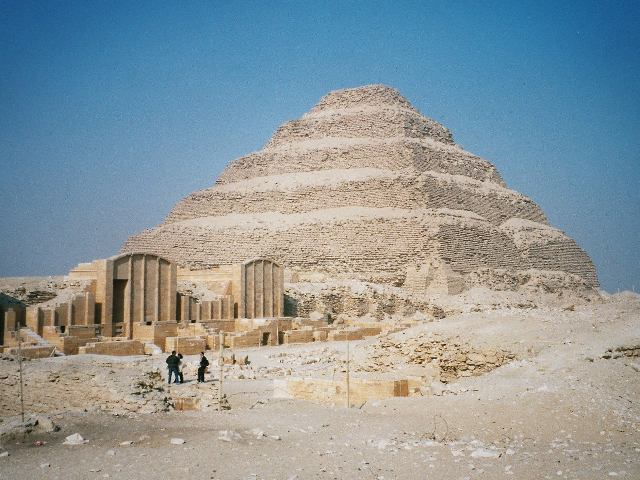
Complex de la piràmide de Saqqara.

De 1926 a 2001, any de la seva mort, Jean-Philippe Lauer va a treballar sense parar a Saqqara per fer visible la magnificència del lloc, i no aturà les excavacions, per obligació, fins a l'arribada al poder de Nasser, abans de poder tornar de nou sobre el lloc.
Va restaurar, bloc a bloc, durant setanta anys, els murs calcaris del recinte del complex funerari de Djoser construïts al voltant de la Piràmide esglaonada de Djoser l'arquitecte de la qual va ser Imhotep. Va excavar també el complex funerari de Djoser, sota el sòl, i va restaurar l'habitació de ceràmiques blaves. També va reconstruir una part del temple del Ka de Djoser, proper a l'única porta d'entrada del complex.
També A Saqqara va excavar el temple funerari d'Userkaf (cinquena dinastia) en 1948-1955, i novament en 1976-1978, en aquesta segona ocasió al costat d'Audran Labrousse. Va treballar a l'interior de la Piràmide de Teti (sisena dinastia) en 1951-1956, al costat de Jean Sainte Fare Garnot, i va investigar el seu temple funerari a 1965, al costat de Jean Leclant. A partir de 1964 va explorar la Piràmide de Sekhemkhet (tercera dinastia). En 1966-1973 va desenrunar i va restaurar l'interior de la Piràmide de Pepi I (sisena dinastia) en col·laboració amb Jean Leclant; en 1971-1973 va realitzar la mateixa tasca a l'interior de la Piràmide de Merenra I (sisena dinastia). En 1974-1975 va treballar al costat de Jean Leclant a la Piràmide d'Unas (cinquena dinastia).
A la necròpolis de Guiza, va excavar el 1947 el temple funerari de Kheops (quarta dinastia). El 1962 va examinar la Piràmide de Zawyet el-Maiyitin, uns 200 km al sud de Guiza i 8,5 km al sud d'Al-Minyā, possiblement de la tercera dinastia.
Entre 1984-1987 va estudiar juntament amb Claudio Neumann i Jorge Roberto Ogdon una nova teoria sobre la construcció de la Gran piràmide.

## Honors
- Gran oficial de la Legió d'Honor
- Comandador de l'Orde Nacional del Mèrit
- Comanador de l'Orde de les Palmes Acadèmiques
- Comanador de l'Orde de les Arts i les Lletres
- Gran oficial de l'orde del Nil
- Oficial de l'Orde de la Corona d'Itàlia

## Publicacions
- La Pyramide à Degrés, l'architecture, Fouilles à Saqqarah, Service des antiquités de l'Égypte, El Caire, 1936
- La Pyramide à Degrés, Complements, Fouilles à Saqqarah, Service des antiquités de l'Égypte, El Caire, 1939
- Le temple funéraire de Kheops à la gran pyramide de Guizèh, n ° 46, ASAE, El Caire, 1947
- Études complémentaires sur les monuments du roi Djoser à Saqqarah, cahier 9, Supplement, ASAE, El Caire, 1948
- Le problème des pyramides d'Égypte, traditions et Légendes, Bibliothèque historique, Payot, Paris, 1948
- Note complémentaire sur le temple funéraire de Kheops, n ° 49, ASAE, El Caire, 1949
- Amb Ch Picard, Les statues ptolémaïques du Sarapieion de Memphis, n ° 3, Publications d'art et d'arqueologie de l'Université de Paris, PUF, Paris, 1955
- Le temple haut de la pyramide du roi Ouserkaf à Saqqarah, n ° 53, ASAE, Le Caire, 1956
- Amb Pierre Lacau, Fouilles à Saqqarah. La Pyramide à Degrés, Inscriptions gravées sur les vases, 2 fasc., PIFAO, El Caire, 1959
- Observations sur les pyramides, Bibliothèque d'étude, n ° 30, IFAO, El Caire, 1960
- Histoire Monumentale des pyramides d'Égypte, Les pyramides à Degrés, n ° 39, BdE, IFAO, El Caire, 1962
- Amb Pierre Lacau, Fouilles à Saqqarah. La Pyramide à Degrés, Inscriptions à l'encre sur les vases, PIFAO, El Caire, 1965
- Sur la pyramide de Meïdoum et les deux pyramides du roi Snéfrou à Dahshour, n ° 36, Orientalia, Roma, 1967
- Raison première et utilisation pratique de la gran galerie, dans la pyramide de Kheops, n ° 12, Beiträge Bf, Festschrift Ricke, Wiesbaden, 1971
- Amb Jean Leclant, Mission archéologique de Saqqarah, le temple haut du complexe funéraire du roi Teti, bibliothèque d'étude, n ° 51, IFAO, El Caire, 1972
- Remarques sur la Planification de la construction de la gran pyramide, à propos de: The investment process organization of the Cheops pyramids, per W.Kozinnnski, n ° 73, BIFAO, El Caire, 1973
- Le mystère des pyramides, Presse de la cité, Paris, 1974
- Nouvelles recherches à la pyramide de Merenre, n ° 53 et n ° 54, BIE, El Caire, 1974
- Amb Audran Labrousse i Jean Leclant, Mission archéologique de Saqqarah. Le temple haut du complexe funéraire du roi Ounas, n ° 73, BdE, IFAO, El Caire, 1977
- Les pyramides de Saqqarah, bibliothèque générale, IFAO, El Caire, 5a ed. 1977
- Amb A. Shoucair, Saqqarah, la nécropole royale de Memphis, quarante siècles d'histoire, cent vingt-cinq ans de Recherches, Tallandier, Paris, 1977
- Amb Cyril Aldred, J.L. Cenival, F. Debono, Christiane Desroches Noblecourt, Jean Leclant et Jean Vercoutter, Le temps des pyramides, L'univers des formes, Gallimard, Paris, 1978
- À propos de l'invention de la pierre de taille parell Imhotep pour la demeure d'éternité du roi Djoser, MGEM, IFAO, El Caire, 1985
- Remarques sur l'époque possible du viol de la tombe de Kheops dans la Gran Pyramide, pàg. 385-386, The Intellectual Heritage of Egypt, Ulrich Luft, Budapest, 1992
- Amb Jean Leclant et Audran Labrousse, L'architecture des pyramides à textes, Saqqarah Nord, 2 vol., N ° 114, BdE, IFAO, El Caire, 1996
- Amb Audran Labrousse, Les complexes Funéraires d'Ouserkaf et de Néferhétepès, n ° 130, 2 vol., BdE, IFAO, El Caire, 2000